# Região Sul-Oeste (Burquina Fasso)
O Sul-Oeste ou Sudoeste (francês: Sud-Ouest) é uma das treze regiões administrativas de Burquina Fasso criadas em 2 de julho de 2001. Sua capital é a cidade de Gaoua.

## Províncias
A Região Sul-Oeste é constituída por quatro províncias:
- Bougouriba
- Ioba
- Noumbiel
- Poni

## Demografia
| 1985    | 1996    | 2006    |
| 444 323 | 485 313 | 620 767 |